# Christopher Connelly
Christopher Connelly (* 8. September 1941 in Wichita, Kansas; † 7. Dezember 1988 in Burbank, Kalifornien) war ein US-amerikanischer Schauspieler.

## Leben
Connelly erhielt 1961 einen Schauspieler-Vertrag bei 20th Century Fox und wurde meist als Fernseh-Seriendarsteller besetzt. Von 1964 bis 1969 spielte er den jüngeren Bruder von Ryan O’Neal, dem er in der Tat ähnelt, in der ABC-Serie Peyton Place. Neben vielen Gastrollen übernahm er eine Hauptrolle in der 1974 produzierten 13-teiligen ABC-Fernsehserie Papermoon als Vater der von Jodie Foster  dargestellten Addie sowie des Martin Eden in der ZDF-Miniserie Martin Eden aus dem Jahr 1979. Gelegentlich wurde Connelly auch in Kinofilmen besetzt. Zu Beginn der 1980er Jahre begann er, seinen Arbeitsschwerpunkt nach Italien zu verlegen, wo er bis zu seinem frühen Tod durch Lungenkrebs in etlichen Actionfilmen spielte.

## Filmografie (Auswahl)
- 1964–1969: Peyton Place (Fernsehserie, 490 Folgen)
- 1971: Polizeiarzt Simon Lark (Dr. Simon Locke) (Fernsehserie, 1 Folge)
- 1974: Benji – Auf heißer Fährte (Benji)
- 1974: Papermoon (Paper Moon) (Fernsehserie, 13 Folgen)
- 1974: Barnaby Jones (Fernsehserie, 1 Folge)
- 1975: Petrocelli: S01, E14: „Mord vor Zeugen“ (Fernsehserie, 1 Folge)
- 1978: Die Nordmänner (The Norseman)
- 1979: Martin Eden (Fernseh-Miniserie)
- 1981: Endstation Planet Erde (Earthbound)
- 1982: Amulett des Bösen (Manhattan Baby)
- 1982: The Riffs – Die Gewalt sind wir (1990: I guerrieri del Bronx)
- 1983: Ein Colt für alle Fälle (The Fall Guy)
- 1983: Atlantis Inferno (I predatori di Atlantide)
- 1985: Die Jäger der goldenen Göttin (La leggenda del rubino malese)
- 1987: Der Schatz im All (L'isola del tesoro) (Fernseh-Miniserie)
- 1987: Cobra Force (Strike Commando)
- 1987: Djangos Rückkehr (Django 2: il grande ritorno)